# روي كوريا
روي كوريا (22 أكتوبر 1967 ساو جواو دا ماديرا البرتغال - ) هو لاعب كرة قدم برتغالي، يلعب كحارس مرمى.

## وصلات خارجية
- روي كوريا على موقع قاعدة بيانات كرة القدم.إي يو (الإنجليزية)
- روي كوريا على موقع ناشيونال فوتبول تيمز (الإنجليزية)